# Иванова, Даниэла
Даниэла Иванова (род. 19 июня 2002, Добеле, Добельский район) — латышская тяжёлоатлетка, выступающая в весовой категории до 76 килограммов. Призёр чемпионатов Европы.

## Биография
Даниэла Иванова родилась 19 июня 2002 года. Начала заниматься тяжелой атлетикой в Добеле под руководством Юрия Андрушкевича, однако позже переехала в Вентспилс, чтобы тренироваться со старшим братом Юрия Эдуардом Андрушкевичем.
Даниэла неоднократная победительница чемпионата Латвии в разных возрастных группах. Девушке принадлежит несколько рекордов Латвии в возрастной группе до 17 лет.

## Карьера
В 2018 году Иванова прошла квалификацию на Всемирную юношескую Олимпиаду, которая проходила в аргентинском Буэнос-Айресе, но в день соревнований девушка не попала в весовую категорию и была дисквалифицирована. В 2019 году Иванова дебютировала на 17-м взрослом чемпионате Европы.
В 2022 году она выиграла серебро на чемпионате мира по тяжелой атлетике среди юниоров.
В мае-июне 2022 года на чемпионате Европы по тяжёлой атлетике в Албании, Даниэла Иванова в весовой категории до 76 килограммов с результатом 222 килограмма по сумме двух упражнений завоевала серебряную медаль континентального первенства.
В Ереване, на чемпионате Европы 2023 года в категории до 76 кг Даниэла завоевала бронзовую медаль с результатом 222 кг по сумме двух упражнений. В упражнении толчок ей досталась малая серебряная медаль.